# آتومو نابتا
آتومو نابتا (انگلیسی: Atomu Nabeta؛ زادهٔ ۱ مهٔ ۱۹۹۱) بازیکن فوتبال اهل ژاپن است.
از باشگاه‌هایی که در آن بازی کرده‌است می‌توان به باشگاه فوتبال آویسپا فوکوئوکا و باشگاه فوتبال شیمیزو اس-پالس اشاره کرد.